# Месть кота Леопольда
«Месть кота́ Леопо́льда» — советский мультипликационный фильм из сериала «Кот Леопольд» про доброго кота Леопольда, которого всячески донимают двое хулиганов — мышей. Снимался на ТО «Экран» в 1975 году, но был показан лишь в 1981 году. Считается первым мультфильмом про кота Леопольда, второй — «Леопольд и золотая рыбка». Все роли озвучил Андрей Миронов.

## Сюжет
В этой серии зритель знакомится с главными героями. Мыши отправляются к коту Леопольду, чтобы сделать ему какую-нибудь пакость. Сначала они кричат под окном фразу «Выходи, подлый трус!», но кот не слышит, потому что слушает любимую пластинку на граммофоне. Пытаясь добраться до Леопольда, Белый накачивает Серого насосом, тот, заткнув уши, чтобы воздух не выходил через них, раздувается, как воздушный шар, и взлетает к окошку. Леопольд видит мышонка, который не может ничего сказать из-за насосного шланга во рту. Леопольд выдёргивает шланг, Серый стремительно сдувается, переходит в неуправляемый полёт и залетает в водосточную трубу, откуда наконец произносит свою реплику, и падает на землю. Леопольд призывает мышей: «Ребята, давайте жить дружно!», но они снова кричат, чтобы он вышел, и он выходит из дома. Едва он отворяет дверь, как на него падает пристроенная к двери швабра, а при первом же шаге его лапа попадает в мышеловку. Мыши тянут хвостом Леопольда за шею, кот падает, и мышеловка снимается с его лапы. Белый фотографирует поверженного Леопольда, которого попирает ногой торжествующий Серый, и завязывает ему верхние усы-вибриссы узлом. Леопольд пускает слезу, а мыши, торжествуя, уходят.
По зову пострадавшего появляется пёс-доктор. Он осматривает пациента и ставит диагноз: пострадавший слишком добр, чтобы дать достойный отпор обидчикам. Доктор прописывает ему «Озверин» и рекомендует принимать по одной таблетке, чтобы озвереть, вручает флакон с препаратом и растворяется в воздухе. Леопольд глотает одну таблетку, но затем, недовольный эффектом (лишь усы встали дыбом), высыпает в рот всё содержимое пузырька. В результате передозировки он невероятно звереет, увеличивается в размерах и начинает петь песню «Во мне сейчас живёт не Леопольд, а леопард», перемежая пение рыком и злобным хохотом.
Зову мышей на бой,

Пусть встретятся со мной,

Хоть миллион, хоть миллиард!
Бывший добряк находит мышей; те при виде озверевшего кота резко уменьшаются в размерах и становятся крошечными. Они пытаются разбежаться, но тут Леопольд ловит их и связывает их хвостами друг с другом, чтобы отомстить за усы. В страхе мыши пытаются убежать от Леопольда: сначала они прячутся в шланге, но шланг подключён к крану, и Леопольд вымывает их оттуда струёй воды, затем в уличном рупорном громкоговорителе, укреплённом на столбе, но Леопольд включает громкоговоритель, и мыши «с песней» вылетают оттуда, и, наконец, в автомате с газировкой, но Леопольд кидает в монетоприёмник трёхкопеечную монету, подставляет стакан, и в него вместе с газировкой падают Серый и Белый. Мыши машут белым платком — они сдаются и просят прощения. Кот со словами «То-то!» прощает мышей, выливает из стакана воду вместе с ними, затем уменьшается в размерах и вновь становится прежним добрейшим Леопольдом, поскольку действие «Озверина» иссякло. После титров Леопольд произносит свою крылатую фразу: «Ребята, давайте жить дружно!».

## Дебют
«Месть кота Леопольда», будучи первым мультфильмом серии «Приключения кота Леопольда», был создан в 1975 году, но был запрещён к показу вплоть до 1981 года. Второй фильм «Леопольд и золотая рыбка», который создавался параллельно в том же 1975 году, вышел в прокат в 1975 году. Оба мультфильма были сделаны в технике перекладки. В последующих сериях использовалась рисованная мультипликация.

## Съёмочная группа
- Автор сценария — Аркадий Хайт
- Режиссёр — Анатолий Резников
- Художник-постановщик — Лейла Брюн
- Оператор — Эрнст Гаман
- Композитор — Борис Савельев
- Звукооператор — Виталий Азаровский
- Роли озвучивал — Андрей Миронов
- Художники-мультипликаторы — Валерий Чурик, Владимир Овечкин, Светлана Сичкарь
- Художники — Александр Сичкарь, Ирина Дегтярёва, Любовь Колоскова, Любовь Хорошкова, М. Богатская
- Ассистент режиссёра — Любовь Стефанова
- Монтажёр — Галина Дробинина
- Редактор — Елена Ходина

## Музыка
- Кот Леопольд слушает на граммофоне полонез Огинского.
- Из уличного громкоговорителя, включённого Леопольдом (из которого затем вылетают мыши), звучит песня «Увезу тебя я в тундру» Марка Фрадкина на стихи Михаила Пляцковского в исполнении ВИА «Самоцветы».